# Jaime Torres Bodet
Jaime Mario Torres Bodet (Ciudad de México, 17 de abril de 1902-Ciudad de México, 13 de mayo de 1974), quien escribió con los seudónimos Celuloide, Sube y Baja y Marcial Rojas (este último compartido con Bernardo Ortiz de Montellano), fue un escritor, ensayista, poeta, académico y funcionario mexicano. 
Perteneció al grupo de Los Contemporáneos. Fue director general de la Unesco de 1948 a 1952, reconocido por su trabajo de alfabetización y por haber implementado una política de relaciones exteriores a inicios de la Guerra Fría. Asimismo, dentro de la política mexicana, se desempeñó como secretario de Educación Pública en dos ocasiones y de secretario de Relaciones Exteriores. Tras dieciséis años de lucha contra el cáncer, se suicidó en 1974.

## Primeros años
Fue hijo de Alejandro Lorenzo Torres Girbent originario de Barcelona, España y de Emilia Bodet Levallois, peruana de origen francés quienes se conocieron en Perú y emigraron ya casados, a la Ciudad de México en 1895, para buscar un mejor desarrollo para la empresa de don Alejandro, que organizaba y promovía obras de teatro y ópera.
Creció en una casa acomodada ilustrada en el inicio del siglo XX, en Calle de Factor a contraesquina de la Cámara de Diputados en el centro de Ciudad de México. La casa hoy lleva una placa para señalar el carácter histórico del inmueble. Los primeros años de su educación estuvieron a cargo de su madre. Después, sus padres decidieron mandarlo a estudiar a la escuela primaria anexa a la Escuela Normal de Maestros (hoy Benemérita Escuela Nacional de Maestros) de donde se graduó a la edad de 11 años. Inmediatamente después, ingresó a la Escuela Nacional Preparatoria y concluyó su bachillerato en 1917 a la edad de 15 años. Publicó su primer libro de poesía a los 16 años. Posteriormente a los 18 años fue secretario de la Escuela Nacional Preparatoria en la que estudió bajo la dirección de Ezequiel A. Chávez. Estudió en la Facultad de Jurisprudencia y en la de Altos Estudios de la Universidad Nacional de México la carrera de Filosofía y Letras. Fue secretario particular del rector de la misma universidad, José Vasconcelos, en 1921. Fue director del Departamento de Bibliotecas de la Secretaría de Educación Pública entre 1922 y 1924. Fue secretario de Bernardo Gastélum, secretario de Salubridad en 1925 y profesor de literatura francesa en la Escuela de Altos Estudios entre 1925 y 1929.

## Escritor, ensayista y poeta
Las novelas y relatos de Torres Bodet —siete volúmenes publicados entre 1927 y 1941— pertenecen a la época de interés por las nuevas direcciones de la prosa narrativa francesa y española. Desde la perspectiva actual, son obras sobre todo representativas de la búsqueda de una nueva sensibilidad y un nuevo estilo novelesco que se realizaba por aquellos años.[cita requerida]
Junto con otros intelectuales formó el grupo Los Contemporáneos. En sus ensayos y estudios de crítica literaria —publicados inicialmente y en su mayoría en la revista que dio nombre al grupo, y reunidos luego algunos de ellos en un solo volumen (1928)— unía Torres Bodet un conocimiento pleno y siempre renovado de letras antiguas y letras modernas, a un espíritu alerta y a un estilo dúctil y de transparente riqueza. Su crítica rectificó, en su tiempo, el valor de algunos falsos brillos y contribuyó singularmente a la formación literaria de las nuevas generaciones.[cita requerida]
Sus escritos relacionados con sus cargos públicos: discursos y mensajes, entre los que se encuentran páginas admirables —como la oración a la madre, el discurso académico sobre la responsabilidad del escritor y el pronunciado en la inauguración del nuevo Museo Nacional de Antropología—, están dedicados a elucidar los problemas de la cultura, la educación y la concordia internacional de México y el mundo.[cita requerida]
Desde una edad muy temprana, presentó cualidades sobresalientes para la escritura, sobre todo para la poesía. A la edad de doce años su profesor de literatura, Enrique Fernández Granados, elogió uno de sus versos que el propio Bodet describió como la exaltación de un estado de alma decadentista. En 1916 y con tan sólo catorce años de edad, publica en el periódico El Pueblo sus primeros poemas: "Primavera", "Noche de cuna" y "Sonetos". Para el año de 1917 publica en la revisa Pegaso pero esta vez sólo un poema titulado "A través de la onda". Ya para sus dieciséis años Bodet publica su primer libro de poesía titulado Fervor (1918). Por estas fechas se vuelve amigo de los poetas Carlos Pellicer y José Gorostiza quienes también pertenecieron al grupo de Los Contemporáneos, que Bodet describía como un grupo de soledades. De 1922 a 1923 tuvo el cargo de director junto con Eduardo Ortíz de Montellano en la revista Falange cuyos propósitos principales eran reunir a todos lo escritos mexicanos y ser un enlace entre las diversas culturas. Más tarde colaboró en la revista Ulises (1927-1928) y de 1928 a 1931 fue el editor de la revista Contemporáneos. Durante su periodo de secretario en Madrid (1929-1931), formó parte de la Revista de Occidente gracias a la intervención de Benjamín Jarnés, autor cercano a la llamada generación del 27, escritores con los que Torres Bodet se relacionó estrechamente. Su obra poética siguió floreciendo y ya para la década de 1960 había publicado quince libros de poesía. La obra poética de juventud (1916-1930) de Torres Bodet se caracterizó sobre todo por tener un marcado anacronismo ya que la estructura era muy simétrica y clásica para la época. Sin embargo, de 1930 a su muerte en 1974 su obra poética cobra vigencia al combinar recursos propios de la época con su ya conocido anacronismo.

## Diplomático
A partir de 1929, estuvo dedicado al servicio exterior mexicano. Ese año aprobó el examen de oposición para ingresar a la carrera diplomática. Estuvo designado como tercer secretario de la Legación de México en Madrid hasta 1931 y en París fue segundo secretario de 1931 a 1932. De ahí se fue a París en donde desempeñó el puesto de encargado de negocios de 1932 a 1934. Durante los años 1934 y 1936, fue primer secretario: primero en Buenos Aires (1934-1935) y luego de nuevo en París (1935-1936). De 1938 a 1940 fue encargado de negocios en Bruselas donde la invasión nazi lo sorprende. Cabe destacar que entre 1937 y 1938 fue jefe del Departamento Diplomático de la Cancillería. A su regreso en México, de 1940 a 1943 es subsecretario de Relaciones Exteriores. En 1945 fue el representante de la Delegación Mexicana en la Conferencia Internacional que se realizó en Londres y de la cual nació la UNESCO. Fue Presidente de la Academia Mexicana de Derecho Internacional.

## Secretario de Educación Pública
En diciembre de 1943 fue nombrado Secretario de Educación Pública por el presidente Manuel Ávila Camacho. Inmediatamente inauguró y clausuró el Congreso de Unificación Magisterial del que surgió el Sindicato Nacional de Trabajadores de la Educación. Reorganizó y dio nuevo impulso a la Campaña de Alfabetización para enseñar a leer y a escribir a los adultos analfabetos que en ese entonces eran el 47.8 % de la población mayor de seis años; creó el Instituto de Capacitación del Magisterio en el que se preparaba a los profesores de primaria no titulados; organizó la Comisión Revisora de Planes y Programas, inició la Biblioteca Enciclopédica Popular que publicó más de cien títulos y dirigió el valioso compendio México y la cultura (1946). Fundó el Comité de Administración del Programa Federal de Construcciones Escolares (CAPFCE) y construyó numerosas escuelas, señaladamente, un nuevo edificio para la Benemérita Escuela Nacional de Maestros, la Escuela Normal Superior y el Conservatorio Nacional en Ciudad de México, modificó el texto del artículo Tercero constitucional que suprimió la educación socialista establecida durante el gobierno de Cárdenas y que fue aprobado y publicado en 1946. Dio, en fin, coherencia doctrinaria a la educación mexicana.

## Segundo periodo como diplomático
Fue secretario de Relaciones Exteriores durante la gestión del presidente Miguel Alemán Valdés, de 1946 a 1948.
En noviembre de 1948 fue designado director general de la Unesco, cargo que ocupó hasta 1952. De 1954 a 1958 fue embajador de México en Francia.

## Segundo periodo como secretario de Educación
De 1958 a 1964, durante la presidencia de Adolfo López Mateos, ocupó por segunda vez el cargo de secretario de Educación Pública, periodo en que inició un Plan de Once Años para la Extensión y el Mejoramiento de la Enseñanza Primaria para atender por completo la demanda real de educación primaria, en el cual trabajó estrechamente con la economista Ifigenia Martínez y que se propuso crear 51 mil nuevas plazas de profesor y construir 29.265 aulas. Fundó la Comisión Nacional de Libros de Texto Gratuitos y entregó los primeros libros gratuitos en 1960 con las palabras «Estos son un regalo del pueblo de México para el pueblo de México». Promovió la construcción del Museo Nacional de Antropología, del Museo de Arte Moderno y la organización y adaptación de los de Arte Virreinal y de Pintura Colonial. También dio auge al programa nacional de construcción de escuelas. Impulsó la construcción de la unidad profesional de Zacatenco del Instituto Politécnico Nacional, inaugurada en 1964, hoy conocida como unidad profesional Adolfo López Mateos. En homenaje póstumo, el auditorio de dicho plantel lleva su nombre.

## Última etapa como diplomático
Fue, por última vez, embajador en Francia entre 1970 y 1971.

## Premios y reconocimientos
Torres Bodet ingresó en la Academia Mexicana de la Lengua como miembro de número en 1952 y tomó posesión de la silla XXI el 12 de junio de 1953. Fue miembro de El Colegio Nacional, al cual ingresó el 6 de julio de 1953. En 1944 fue nombrado doctor honoris causa por la Universidad de Nuevo México, en 1947 por la Universidad del Sur de California, en 1951 por la Universidad Nacional Autónoma de México, en 1963, por la Universidad Autónoma de Sinaloa y también por las universidades de Burdeos, Bruselas, La Habana, Lima, Lyon, Mérida y París. En 1966 recibió el Premio Nacional de Ciencias y Artes en el área de Literatura y Lingüística de México. En 1971 recibió la Medalla Belisario Domínguez del Senado de la República y muchos otros honores de instituciones nacionales y extranjeras.
De acuerdo con Octavio Paz: «el escritor y el hombre público merecen un conocimiento más profundo y una consagración más amplia y generosa [de] Torres Bodet, su obra y su persona, son parte —y parte imprescindible— de la literatura y la historia del México moderno».

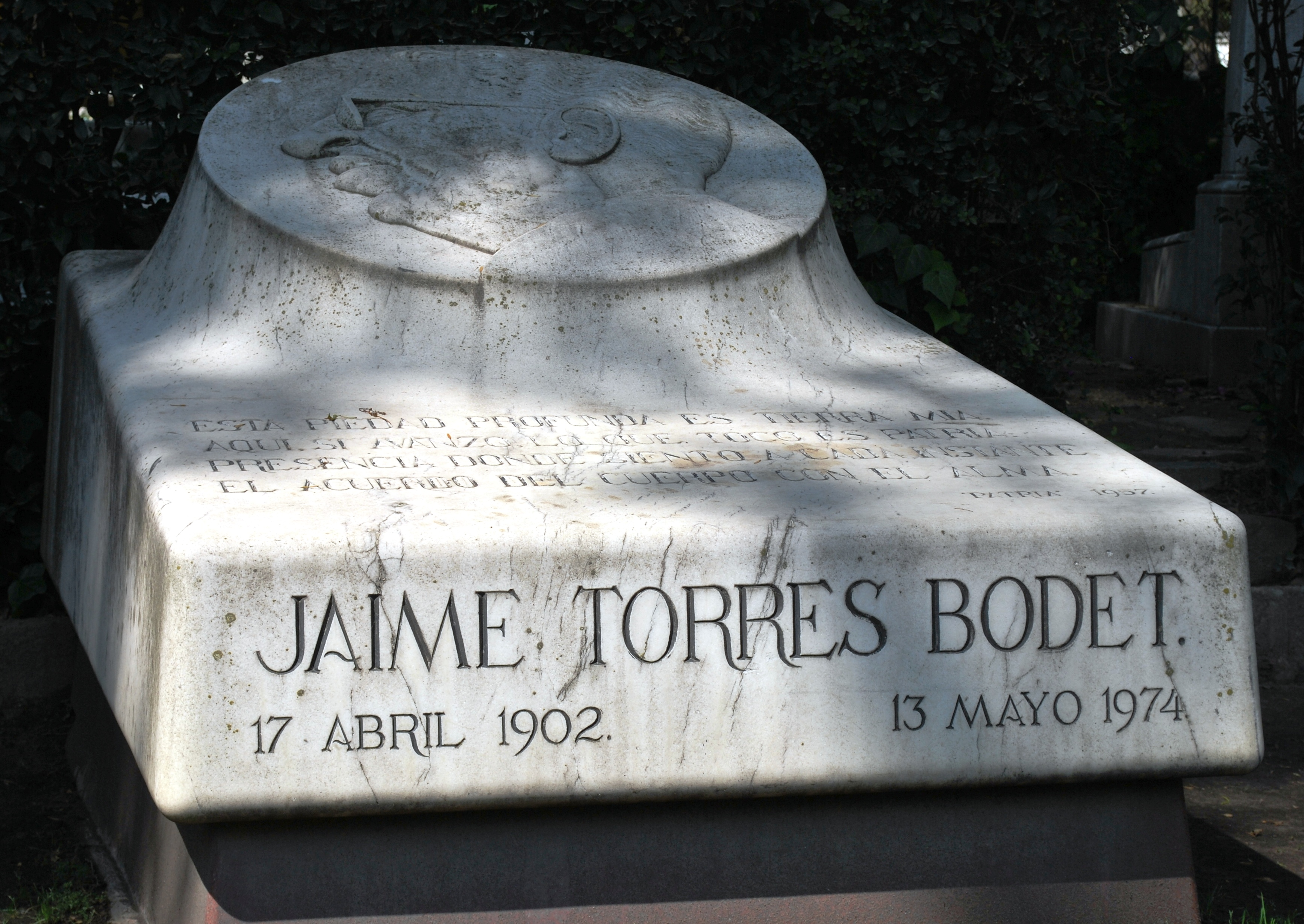
Sepulcro de Jaime Torres Bodet en la Rotonda de las Personas Ilustres (México).

## Fallecimiento
Padeció cáncer durante dieciséis años. Se suicidó en la sala de su casa con un disparo en la sien el 13 de mayo de 1974. Se le rindió un homenaje de cuerpo presente en el Palacio de Bellas Artes. Fue sepultado en la Rotonda de las Personas Ilustres de Ciudad de México. El escritor Rafael Solana, secretario particular y amigo de Torres Bodet, en entrevista con Héctor Palacio (autor de una tesis sobre Torres Bodet en la UNAM en 1994), señala que el suicidio del poeta no se debió a un cáncer —pues excepto pequeños achaques, se encontraba bien de salud y en pleno uso de sus facultades mentales—, sino que se trató de un «libre acto de voluntad».

## Obras publicadas

### Poesía
- Poemas juveniles (1916-1917)
- Fervor (1918)
- Canciones (1922)
- El corazón delirante (1922)
- Nuevas canciones (1923)
- La casa (1923)
- Los días (1923)
- Poemas (1924)
- Biombo (1925)
- Destierro (1930)
- Cripta (1937)
- Sonetos (1949)
- Fronteras (1954)
- Sin tregua (1957)
- Trébol de cuatro hojas (1958)
- Poemas recientes (1965-1966)
- Invitación al viaje (¿?)

### Narrativa
- Margarita de niebla (1927)
- La educación sentimental (1929)
- Proserpina rescatada (1931)
- Estrella de día (1933)
- Primero de enero (1934)
- Sombras (1935)
- Nacimiento de Venus y otros relatos (1941)

### Ensayos
- Lecturas clásicas para niños (1925)
- Contemporáneos (1928)
- Coordinación interamericana (1941)
- Misión del escritor (1942)
- Mensaje a la juventud (1944)
- Educación y concordia internacional (1948)
- La misión de la UNESCO (1949)

### Autobiografía
- Tiempo de arena (1955)

### Artículos publicados
- "Muerte de Proserpina", en Revista de Occidente, 1930.

### Otros títulos
- Balzac (1959)
- Memorias (cinco volúmenes) (1961)
- Tolstoi (1965)
- Rubén Darío (1966), Premio Mazatlán de Literatura 1968
- Proust (1967)

## Acervo
El Archivo Histórico de la UNAM resguarda el fondo documental Jaime Torres Bodet, integrado por correspondencia personal, fotografías, testimonios de su obra literaria, y una colección bibliohemerográfica.